# هولمفرث
هولمفرث (به انگلیسی: Holmfirth) یک شهرک در بریتانیا است که در Kirklees واقع شده‌است. هولمفرث ۵٬۱۷۳ نفر جمعیت دارد.